# Leucemia mieloidă acută
Leucemia mieloidă acută (LMA) este un tip de cancer afectând linia mieloidă a celulelor sanguine, caracterizat prin creșterea rapidă a celulelor anormale care se acumulează în măduva osoasă și în sânge și interferează cu producția normală de celule sanguine. Simptomele pot include senzație de oboseală, dispnee, învinețire ușoară, sângerări și risc crescut de infecție. Ocazional, se poate răspândi la nivelul creierului, pielii sau gingiilor. Fiind o formă de leucemie acută, LMA progresează rapid și, de obicei, conduce la deces în câteva săptămâni sau luni dacă este lăsată netratată.
Printre factorii de risc se numără fumatul, chimioterapia sau radioterapia anterioară, sindromul mielodisplazic și expunerea la benzen. Mecanismul de bază implică înlocuirea măduvei osoase normale cu celule leucemice, ceea ce duce la o scădere a globulelor roșii, trombocitelor și globulelor albe normale. Diagnosticul se bazează în general pe aspirația măduvei osoase și pe analize de sânge specifice. LMA are mai multe subtipuri pentru care tratamentele și rezultatele pot varia.
LMA este de obicei tratată inițial cu chimioterapie, cu scopul de a induce remisiunea. Aceasta poate fi urmată de chimioterapie suplimentară, radioterapie sau de un transplant de celule stem. Mutațiile genetice specifice prezente în celulele canceroase pot ghida terapia și pot determina cât timp este probabil să supraviețuiască persoana bolnavă.
În 2015, LMA a afectat aproximativ un milion de oameni și a dus la 147.000 de decese la nivel global. Apare cel mai frecvent la adulții în vârstă. Bărbații sunt afectați mai des decât femeile. Rata de supraviețuire la cinci ani este de aproximativ 35% la persoanele cu vârste sub 60 de ani și 10% la persoanele peste 60 de ani. Persoanele în vârstă, a căror stare de sănătate este prea precară pentru chimioterapie intensivă, au o perioadă de supraviețuire tipică de 5-10 luni. Reprezintă aproximativ 1,8% din decesele cauzate de cancer din Statele Unite.